# Una vecchia signora indegna
Una vecchia signora indegna (La Vieille Dame indigne) è un film del 1965 diretto da René Allio.

## Trama
A Marsiglia, nel quartiere dell'Estaque, l'anziana signora Bertini si ritrova sola alla morte del marito. I suoi figli vivono fuori città con le rispettive famiglie, tranne Albert e Gaston. Per interessi economici, i due uomini cercano inizialmente di monopolizzare l'anziana madre, chiedendole di andare a vivere con loro, ma lei declina il loro invito e, con i pochi soldi ricavati dalla vendita dell'azienda di famiglia ormai sommersa dai debiti e dei beni che avevano caratterizzato il suo vissuto quotidiano fino ad allora, decide di dedicarsi a sé stessa e alla scoperta del mondo che la circonda. Uscita di casa per andare a comperare una bottiglia di vino rosé, si ritrova a passeggiare per le vie del quartiere, va ai grandi magazzini, si concede una coppa gelato sulla terrazza di un caffè e scopre poco alla volta i piccoli piaceri della vita. Fa amicizia con Rosalie, una giovane cameriera del ristorante di rimpetto dai modi libertini e con la quale instaura un rapporto di affetto reciproco. Decide di acquistare una macchina e parte assieme alla sua nuova amica per una breve vacanza, fra lo stupore dei suoi familiari.

## Produzione

### Riprese
- Periodo delle riprese: 17 agosto - 2 ottobre 1964
- Le riprese esterne sono state girate principalmente a: 
  - Marsiglia (Bouches-du-Rhône): Parco Bellevue, rue Felix Pyat 143 (3º arrondissement); quartiere Sainte-Marguerite (9º arrondissement); Chemin de la Nerthe (16º arrondissement)
  - Toulon (Var): rada di Toulon

## Colonna sonora
I testi e le musiche della colonna sonora originale del film sono stati composti da Jean Ferrat, che ha anche interpretato due dei tre brani principali: "On ne voit pas le temps passer" e "Loin".

## Riconoscimenti
- Prix Marilyn Monroe, 1965: a Sylvie
- Étoile de cristal, 1965: premio alla miglior attrice a Sylvie
- Festival International du jeune cinéma de Hyères, 1965: premio speciale della giuria
- Prix Méliès, 1965: premio al miglior film a René Allio
- Festival del film francese di Rio de Janeiro, 1965: Grand Prix
- National Board of Review, 1967: premio al miglior film straniero
- National Society of Film Critics, 1967: premio alla miglior attrice a Sylvie